# Гаріс Ганджич
Гаріс Ганджич (босн. Haris Handžić; 22 червня 1990, Сараєво, СФРЮ) — боснійський футболіст, нападник боснійського клубу «Зриньські» (Мостар).

## Клубна кар'єра
Вихованець футбольного клубу «Сараєво», в основному складі якого дебютував у 2006 році у віці 16 років. У 2008 році був визнаний найкращим молодим футболістом Боснії (у категорії до 19 років).
На початку 2009 року перейшов в польський ФК «Лех» (Познань) за суму 170.000 євро. У складі «Леха» Ганджич зіграв лише 4 матчі — дебютував за клуб 30 квітня 2009 року в півфінальному матчі Кубка Польщі проти варшавської «Полонії». 25 липня 2009 став володарем Суперкубка Польщі, взявши участь в грі проти краківської «Вісли», в якій ФК «Лех» переміг по пенальті. Пізніше він взяв участь в матчі Ліги Європи проти «Фредрікстада», а 2 серпня 2009 року вийшов на заміну на 87-й хвилині матчу з «Пяст» (Гливиці) — це був його єдиний матч чемпіонату Польщі. За молодіжний склад познанського клубу Ганджич відіграв 15 матчів і забив 3 голи.
На початку 2010 року «Лех» віддав футболіста в оренду в його колишній клуб «Сараєво», в кінці сезону Ганджич підписав з «Сараєво» постійний контракт. Пізніше він виступав за боснійські команди ФК «Вележ» (Мостар) та ФК «Рудар» (Прієдор).
Сезон 2013/14 Ганджич розпочав у клубі «Вадуц», що виступає в другому дивізіоні Швейцарії. У 14-ти матчах він не забив жодного гола і взимку повернувся на батьківщину.
Другу половину сезону 2013/14 гравець провів у ФК «Борац» (Баня-Лука). У 10 матчах чемпіонату Боснії він забив 8 голів, в тому числі відзначився хет-триком у ворота свого колишнього клубу ФК «Рудар» (Прієдор) і зробив «покер» в грі з «ФК «Леотар»».
У липні 2014 року підписав трирічний контракт з футбольному клубом «Уфа». 12 липня 2016 року по обопільній згоді сторін клуб розірвав з ним контракт.
Восени 2016 року Гаріс Ганджич підписав контракт з хорватським ФК «Рієка» (Рієка). 
2 лютого 2017 року Ганджич перейшов у ФК «Дебрецен» (Дебрецен).

## Збірна
Гаріс Ганджич грав за юнацькі та молодіжні збірні команди Боснії різного віку, в тому числі збірні до 19 і до 21 років.
У 2007 році Ганджича викликали в експериментальний склад збірної Боснії. 15 грудня 2007 року Гаріс Ганджич дебютував у національній команді, відігравши останні 12 хвилин в матчі з Польщею (0:1). Також він взяв участь в матчі проти Азербайджану у 2008 році.

## Досягнення
ФК «Сараєво» (Сараєво)
- Чемпіон Боснії 2006/07, 2018/19, 2019/20
- Кубок Боснії і Герцеговини 2018/19, 2020/21

ФК «Лех» (Познань)
- Кубок Польщі 2008/09
- Суперкубок Польщі 2009.

ФК «Вадуц» (Вадуц)
- Кубок Ліхтенштейну 2013/14

«Зриньські» (Мостар)
- Чемпіон Боснії 2017/18